# Киста
Киста (словац. Kysta) — село в окрузі Требішов Кошицького краю Словаччини. Площа села 8,15 км². Станом на 31 грудня 2016 року в селі проживало 385 жителів.

## Історія
Перші згадки про село датуються 1272 роком.

## Населення
| Рік:            | 1994. | 2004.   | 2014.   | 2024.   |
| --------------- | ----- | ------- | ------- | ------- |
| Кількість осіб: | 412   | 406     | 374     | 402     |
| Різниця:        |       | -1,45 % | -7,88 % | +7,48 % |

| Рік:            | 2023. | 2024.   |
| --------------- | ----- | ------- |
| Кількість осіб: | 395   | 402     |
| Різниця:        |       | +1,77 % |